# Sialolitíase
Sialolitíase refere-se à formação de pedras nas glândulas salivares. São mais comumente encontradas na região submandibular, onde as pedras podem obstruir o ducto da Gândula Submandibular(ducto de Wharton). Está freqüentemente associado com infecção crônica (Staphylococcus aureus, Steptococcus viridans) das glândulas, desidratação (fenotiazinas), e/ou aumento dos níveis de cálcio local. 
A mastigação promove a liberação de saliva, e os sintomas tendem a aumentar durante as refeições. Um nódulo palpável ou visível inchaço na área da glândula é muitas vezes observado.
Complicações incluem obstrução permanente do ducto, o que ocasiona a invasão bacteriana, infecção e supercrescimento (sialoadenite). Isto pode exigir o uso de antibióticos, como nafcilina e, às vezes, drenagem cirúrgica.

## Tratamento
O tratamento convencional é a remoção cirúrgica por incisão e remoção incisão e remoção do ducto afetado. Alternativamente, quando o cálculo se encontra próximo a abertura do ducto excretor o cateterismo e dilatação do tubo pode resultar em sua expulsão. A sialotripsia se tornou um método alternativo que consiste em quebrar extra ou intracorporeamente o cálculo para que ele possa ser expelido naturalmente ou por ordenha do ducto salivar. Quando o cálculo é menor que 5mm ele pode ser removido por endoscopia.